# Byssomerulius
Byssomerulius is een geslacht van schimmels behorend tot de familie Irpicaceae. De typesoort is Byssomerulius corium.

## Soorten
Volgens Index Fungorum telt het geslacht tien soorten (peildatum september 2023):
| Soortnaam                              | Auteur(s)                            | Publicatiejaar |
| -------------------------------------- | ------------------------------------ | -------------- |
| Byssomerulius albostramineus           | (Torrend) Hjortstam                  | 1987           |
| Byssomerulius armeniacus               | Parmasto                             | 1967           |
| Byssomerulius corium (Papierzwammetje) | (Pers.) Parmasto                     | 1967           |
| Byssomerulius flavidoalbus             | (Corner) Hjortstam                   | 1995           |
| Byssomerulius hirtellus                | (Burt) Parmasto                      | 1967           |
| Byssomerulius incarnatus               | (Schwein.) Gilb.                     | 1974           |
| Byssomerulius pavonius                 | (Weber & D. Mohr) Zmitr. & Malysheva | 2006           |
| Byssomerulius pirottae                 | (Bres.) Hjortstam                    | 1987           |
| Byssomerulius psittacinus              | P.K. Buchanan, Ryvarden & Izawa      | 2000           |
| Byssomerulius rubicundus               | (Litsch.) Parmasto                   | 1967           |